# Liste der Naturdenkmale in Streithausen
Die Liste der Naturdenkmale in Streithausen nennt die im Gemeindegebiet von Streithausen ausgewiesenen Naturdenkmale (Stand 13. Juni 2024).

## Naturdenkmale
| Nr.         | Bezeichnung                 | Lage                                            | Beschreibung                    | Bild                                    |
| ----------- | --------------------------- | ----------------------------------------------- | ------------------------------- | --------------------------------------- |
| ND-7143-416 | Marieneiche und Marienbuche | südwestlich des Ortes; Abteilung Weberrain Lage | Quercus sp. und Fagus sylvatica | Direkt Bild zu diesem Denkmal hochladen |

## Ehemalige Naturdenkmale
| Nr. | Bezeichnung                      | Lage                                                                                | Beschreibung                         | Bild                          |
| --- | -------------------------------- | ----------------------------------------------------------------------------------- | ------------------------------------ | ----------------------------- |
|     | Baumallee am Kloster Marienstatt | südwestlich des Ortes zwischen Pförtnerhaus und Kirche von Kloster Marienstatt Lage | Rechtsverordnung vor 2009 aufgehoben | mehr Fotos \| Fotos hochladen |